# Кова-да-Бейра
Субрегион Кова-да-Бейра (порт. Cova da Beira) — экономико-статистический субрегион в центральной Португалии.
Входит в состав Центрального региона.
Включает в себя часть округа Каштелу-Бранку.
Территория — 1373 км². Население — 93 580 человек. Плотность населения — 68,2 чел./км².

## География
Субрегион граничит:
- на севере — субрегионы Серра-да-Эштрела и Бейра-Интериор-Норте
- на востоке — субрегион Бейра-Интериор-Сул
- на юге — субрегионы Бейра-Интериор-Сул и Пиньял-Интериор-Сул
- на западе — субрегион Пиньял-Интериор-Норте

## Муниципалитеты
Субрегион включает в себя 3 муниципалитета округа Каштелу-Бранку:
- Белмонти
- Ковильян
- Фундан